# Martin Telser
Martin Telser (ur. 16 października 1978) – liechtensteiński piłkarz grający na pozycji obrońcy. W swojej karierze rozegrał 73 mecze w reprezentacji Liechtensteinu i strzelił w niej 1 gola.

## Kariera klubowa
Karierę piłkarską Telser rozpoczął w klubie FC Balzers. W 1995 roku zadebiutował w nim w szwajcarskiej 2. Lidze. Z klubem tym grał również w Pucharze Liechtensteinu. W 1997 roku wygrał te rozgrywki.
W 1999 roku Telser odszedł z Balzers do FC Vaduz. W klubie ze stolicy kraju grał w drugiej lidze Szwajcarii do końca sezonu 2005/2006. Wraz z FC Vaduz sześciokrotnie zdobywał Puchar Liechtensteinu w latach 2000, 2001, 2002, 2003, 2004, 2005 i 2006.
W 2006 roku Telser wrócił do FC Balzers, a w 2009 roku zakończył w nim swoją karierę.

## Kariera reprezentacyjna
W reprezentacji Liechtensteinu Telser zadebiutował 4 czerwca 1996 roku w przegranym 1:9 towarzyskim meczu z Niemcami, rozegranym w Mannheim. W swojej karierze grał w: eliminacjach do MŚ 1998, Euro 2000, MŚ 2002, Euro 2004, MŚ 2006 i Euro 2008. Od 1996 do 2007 roku rozegrał w kadrze narodowej 73 mecze i strzelił w nich 1 gola.